# Alvis (automerk)

Alvislogo

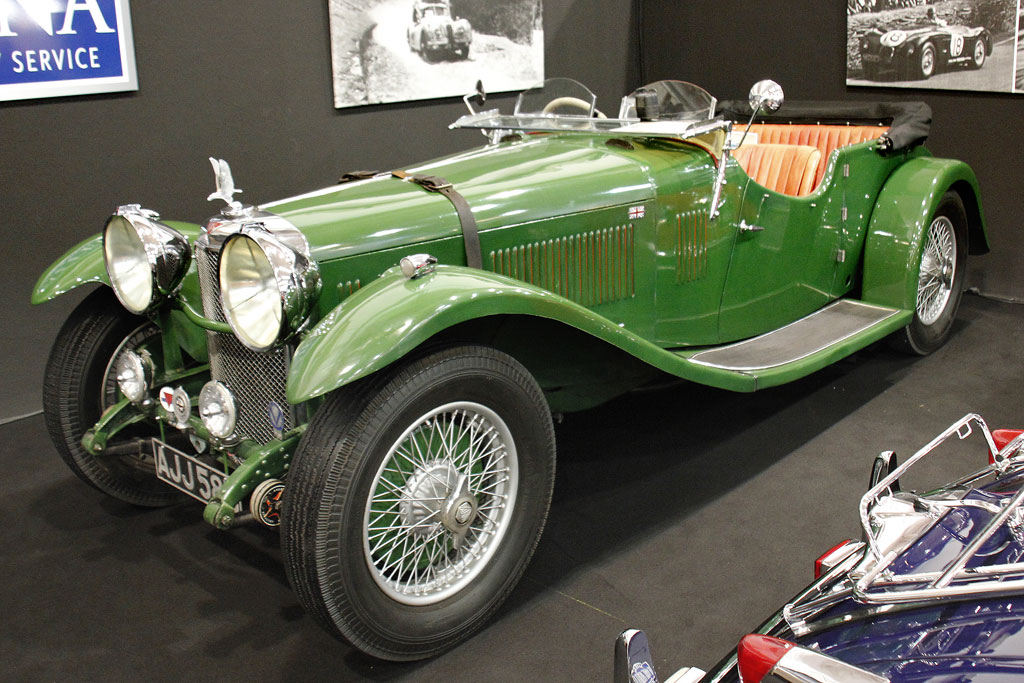
Alvis Speed 20 uit 1933

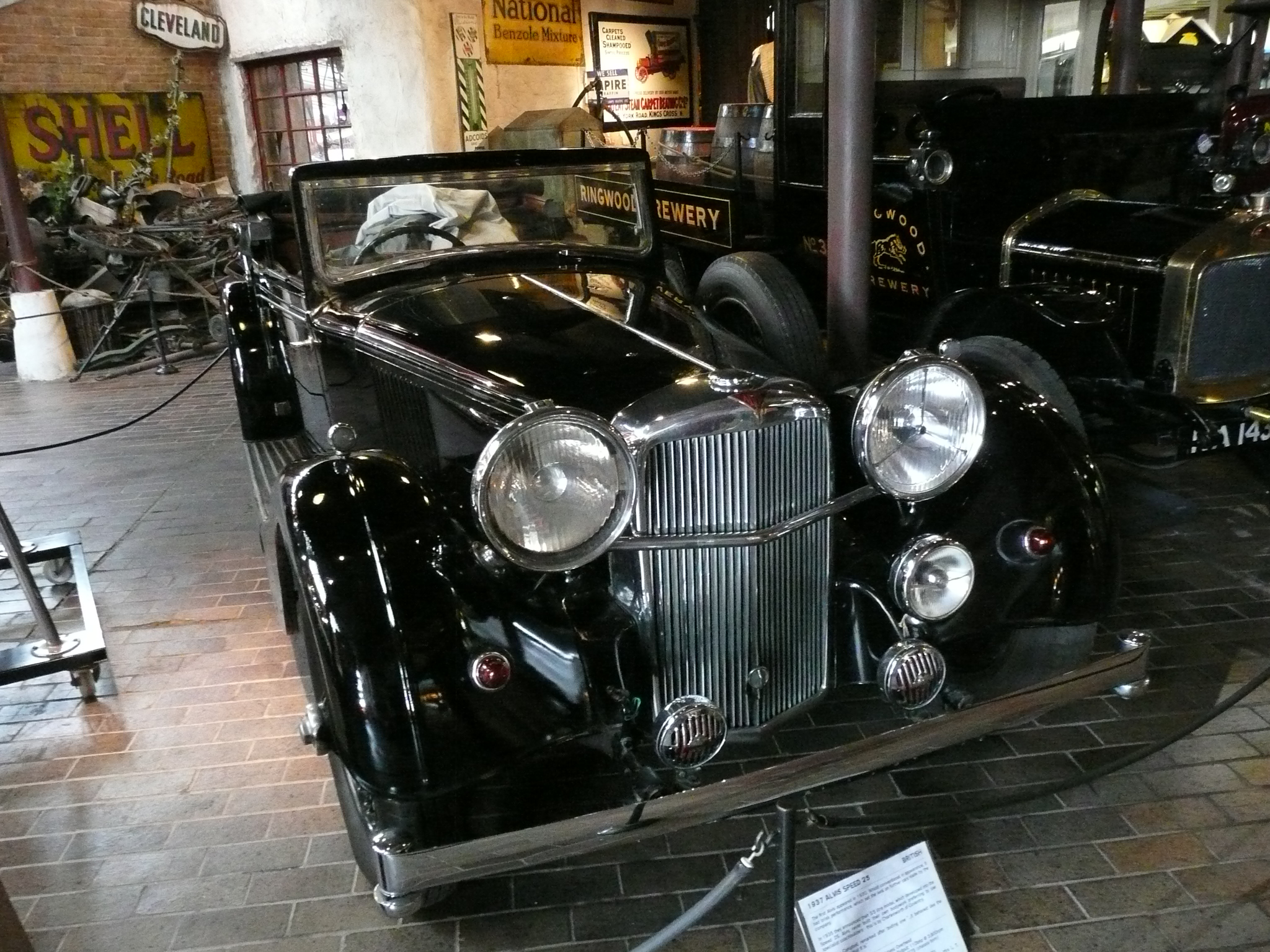
Alvis Speed 25 uit 1937

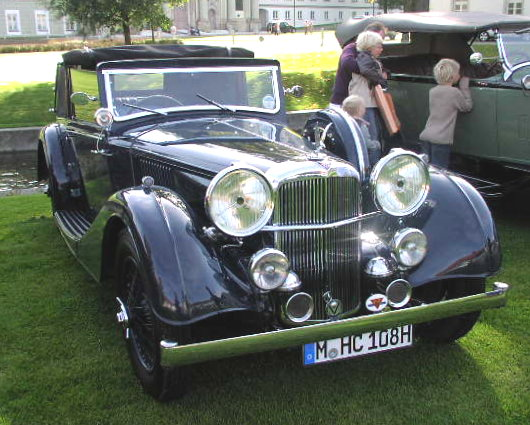
Alvis 4.3 Litre

Alvis is een Engels sportwagen- en vrachtwagenmerk. Het merk is in 1919 in Coventry opgericht door Thomas George John. In eerste instantie als machinefabriek, maar in 1920 werd de eerste personenauto gebouwd. De herkomst van de naam Alvis is niet zeker.

## Personenwagens
Alvis bouwde voertuigen van goede kwaliteit, maar in kleine aantallen. In 1927 kwam de productie voor het eerst boven de 1.000 exemplaren uit, maar zakte daarna in en pas in 1939 kon het verkooprecord worden verbeterd. In 1925 werd een wagen met voorwielaandrijving geïntroduceerd. Voorwielaandrijving was wel bekend in Engeland, maar werd niet eerder op een productiewagen toegepast. De financiële crisis van 1929 leidde tot een daling van de verkopen. Geld voor experimenten ontbrak en de auto's met voorwielaandrijving werden alleen nog op bestelling gemaakt.
In 1931 werd de Speed 20 geïntroduceerd. Dit werd het meest succesvolle model. De motor telde zes cilinders en een vermogen van 87 pk. Zes jaar later kwam de opvolger, de Speed 25. De motor had een cilinderinhoud van 3.571 cc en had een vermogen van 110 pk. Dit leverde een topsnelheid op van 150 km/u. De 4.3 Litre was een van de laatste vooroorlogse modellen. Het had een zescilinder benzinemotor met een inhoud van 4.387 cc.
Alec Issigonis (bekend van de Mini) heeft in het begin van de jaren vijftig enkele jaren voor Alvis gewerkt en een interessant ontwerp afgeleverd voor een motor die zowel op 4 als 8 cilinders kon werken.
Bekende types waren de TG uit de jaren dertig, de Firefly, de TC (in de jaren vijftig, op basis waarvan onder meer Graber in Zwitserland carrosserieën bouwde) en de TD uit de jaren zestig.
De autodivisie van Alvis heeft vrijwel altijd met verlies gedraaid. Deze divisie werd in 1965 verkocht aan Rover, vlak voor Rover opging in British Leyland. Rover heeft nog een keer een prototype van een sportwagen ontwikkeld die als Alvis op de markt gebracht zou kunnen worden, maar het bleef bij een prototype.

## Militaire voertuigen
Naast de productie van auto's werd Alvis vooral bekend door de productie van legervoertuigen, vooral pantsermaterieel. Alvis bouwde ook vliegtuigmotoren; aanvankelijk Gnome et Rhône-stermotoren onder licentie en later eigen ontwerpen, waarvan de Alvis Leonides de belangrijkste is.
Alvis is wellicht het meest bekend om haar militaire voertuigen. Direct na de Tweede Wereldoorlog begon Alvis met de productie van gepantserde wielvoertuigen. De Alvis Saracen, een pantserinfanterievoertuig, was de eerste in een serie van vier voertuigen, de (Fighting Vehicle) FV 600 serie. Op hetzelfde chassis van de Saracen zijn ook de Alvis Salamander, Alvis Saladin en Alvis Stalwart gemaakt. Het chassis, ophanging en aandrijflijn waren in alle gevallen min of meer gelijk, maar de uitvoeringen verschilden wat betreft motor, versnellingsbak en remsysteem afhankelijk van de taak waarvoor de voertuigen bestemd waren. Deze voertuigen bleven tot ver in de jaren zestig in productie.

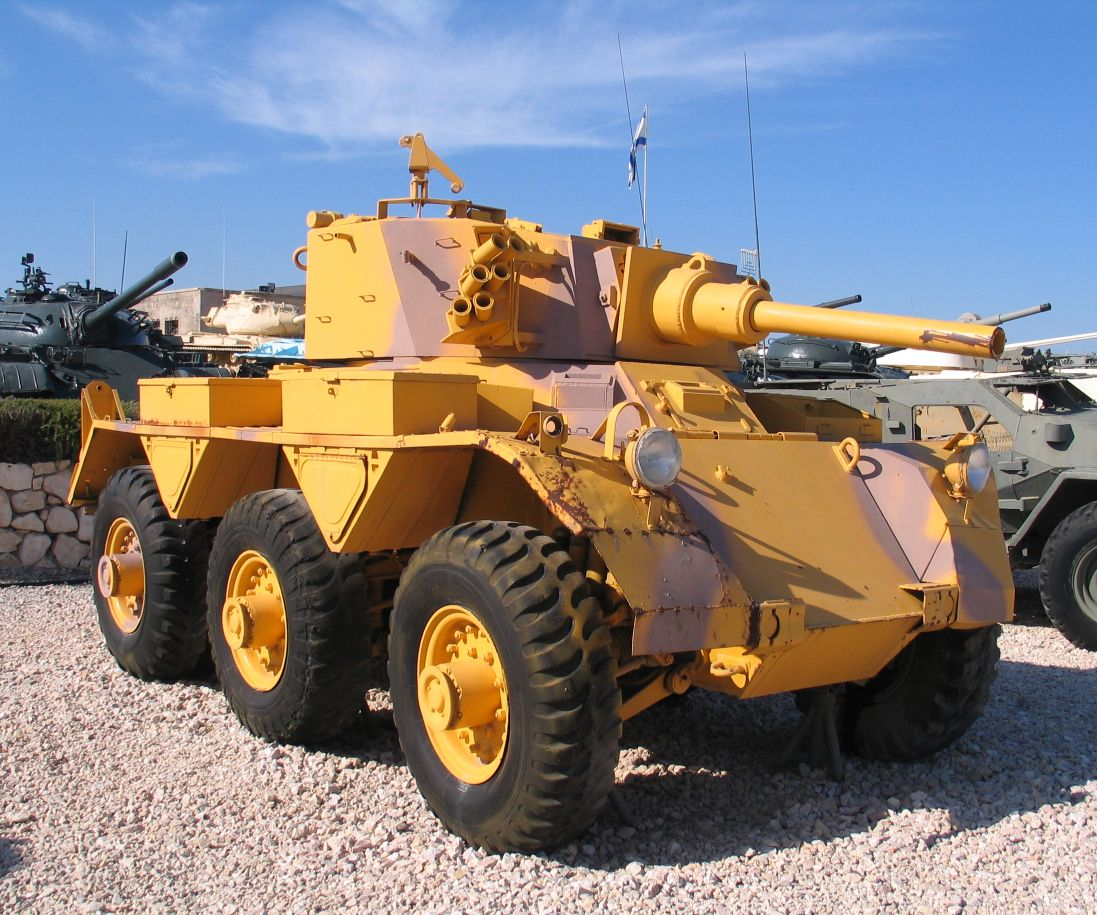
Alvis Saladin
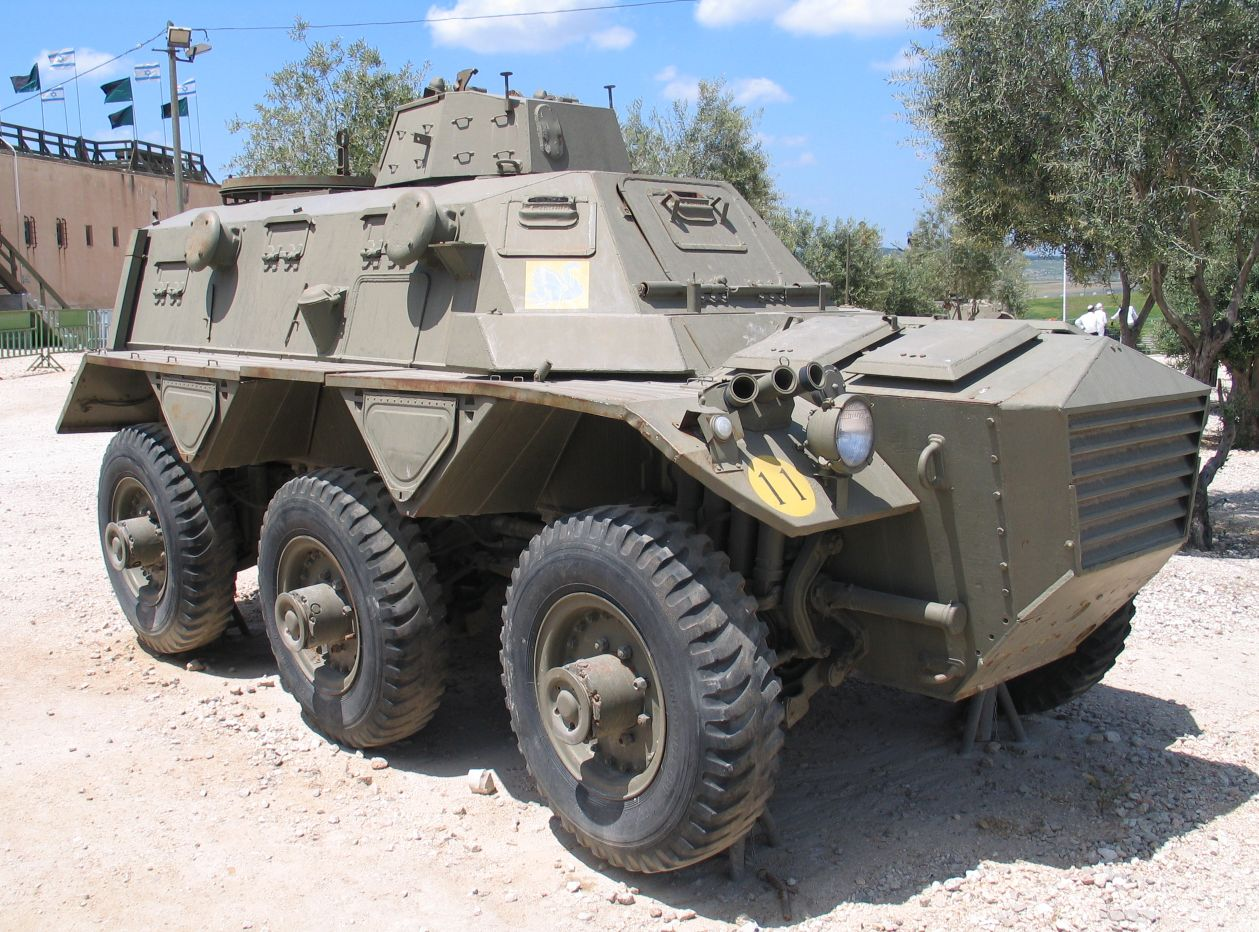
Alvis Saracen
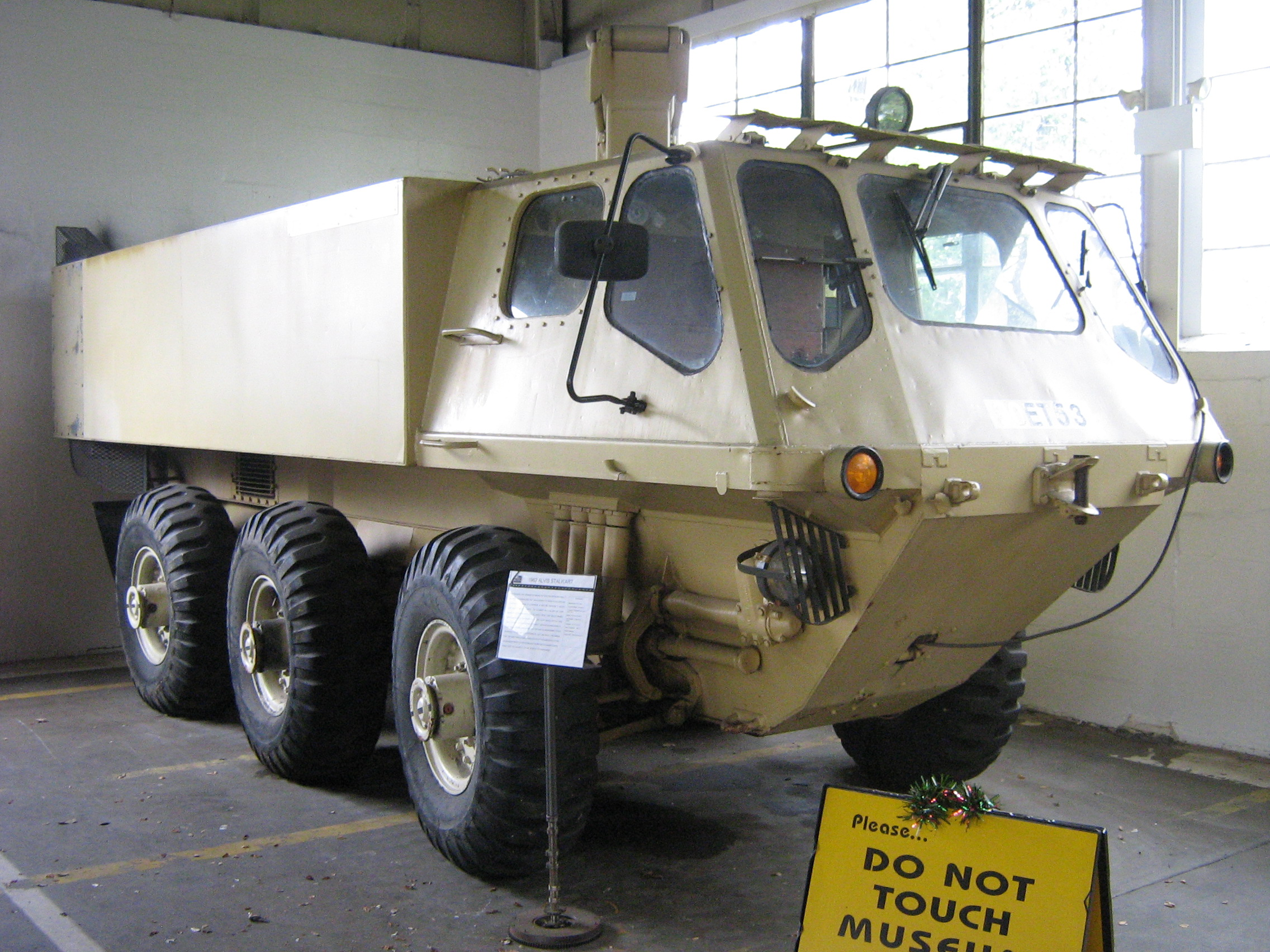
Alvis Stalwart
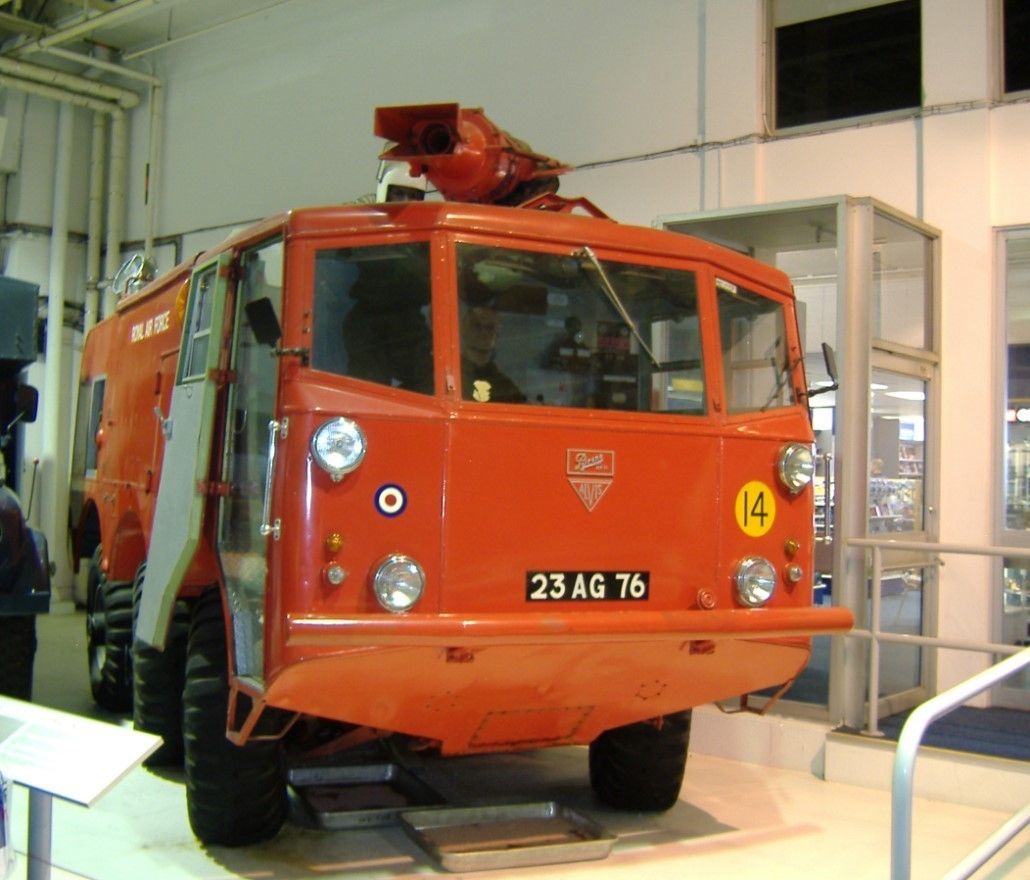
Alvis Salamander crashtender

In de jaren zestig kwamen deze wielvoertuigen voor vervanging in aanmerking. Het Britse leger wilde volrupsvoertuigen als opvolger, die ook lichter en sneller waren en door de lucht vervoerd konden worden. Voor het ontwerp werd een maximaal gewicht geëist van 8,2 ton, dat was zo'n 30% lichter dan vergelijkbare voertuigen. De voertuigen kregen allemaal dezelfde basis, maar kregen diverse functies voor de verkenning, vuursteun of als antitankwapen. In 1963 werd het eerste voertuig aan het leger geleverd en daar uitgebreid getest. In september 1967 kreeg Alvis de eerste opdracht voor 17 exemplaren van het type Scorpion. In het begin van de jaren zeventig werden meer dan 2.000 Scorpionrupsvoertuigen geleverd. Later zijn de andere uitvoeringen in productie gekomen. Veel van deze voertuigen zijn nog in gebruik.

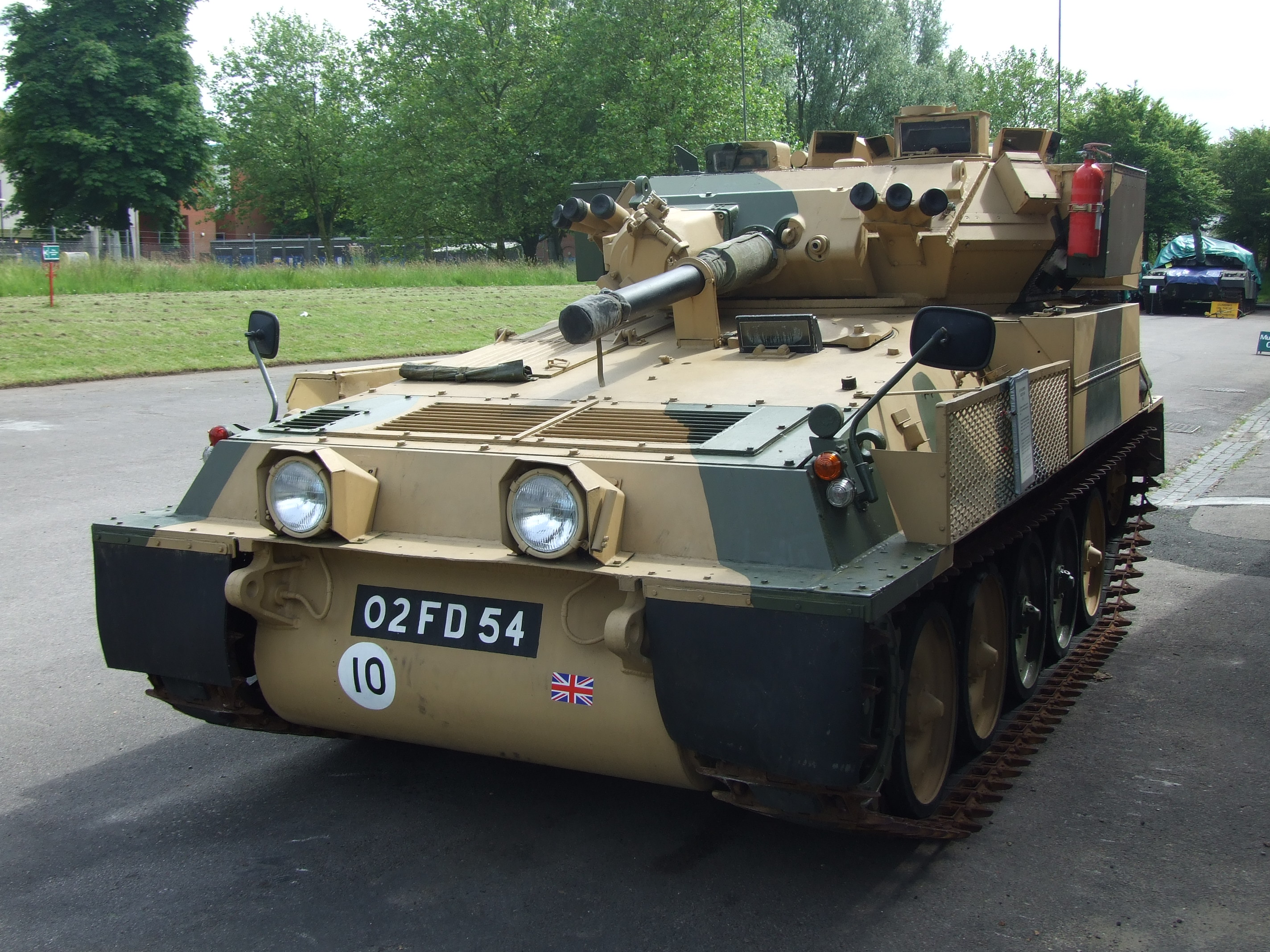
FV101 Scorpion
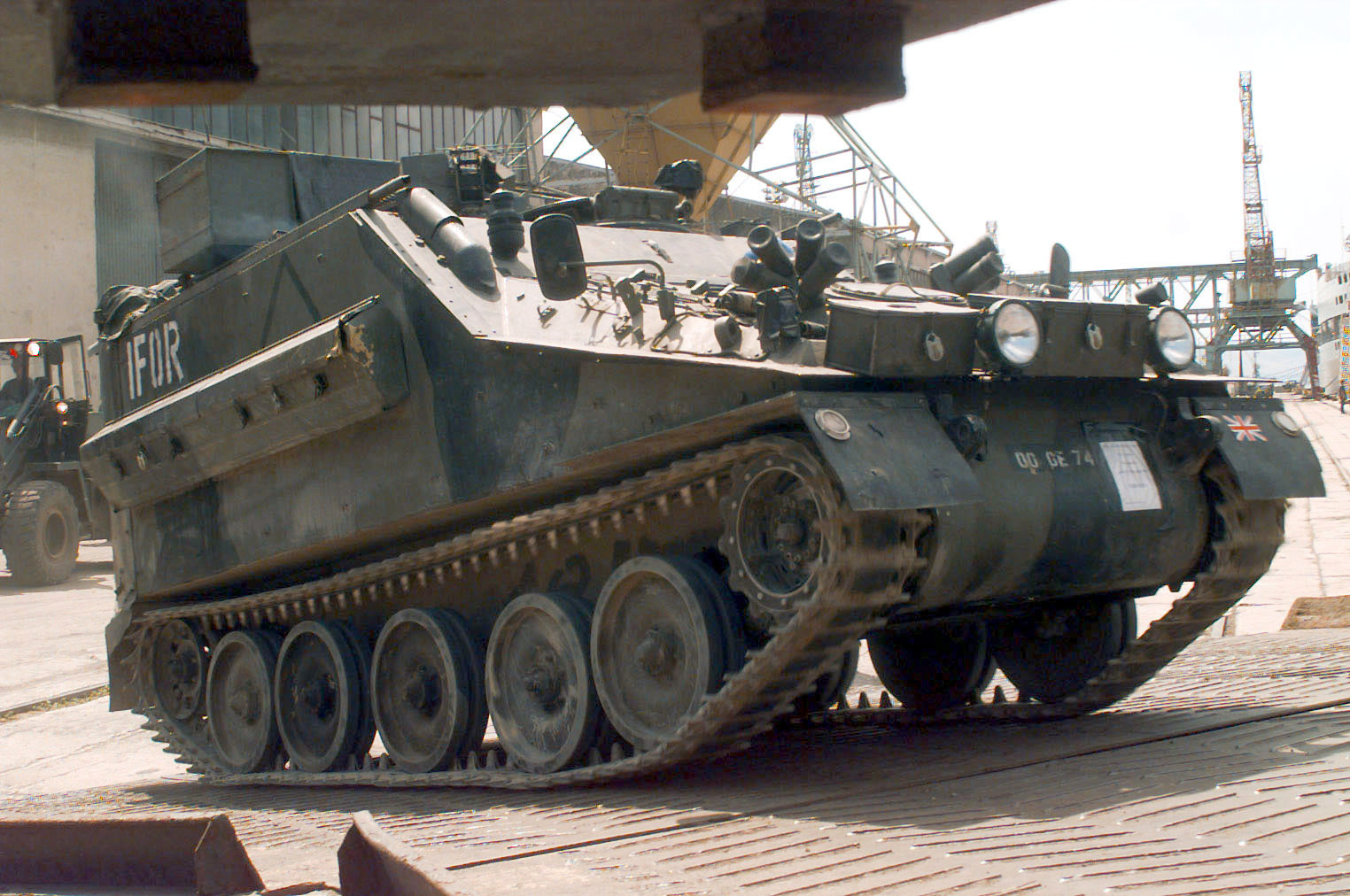
Alvis Sultan
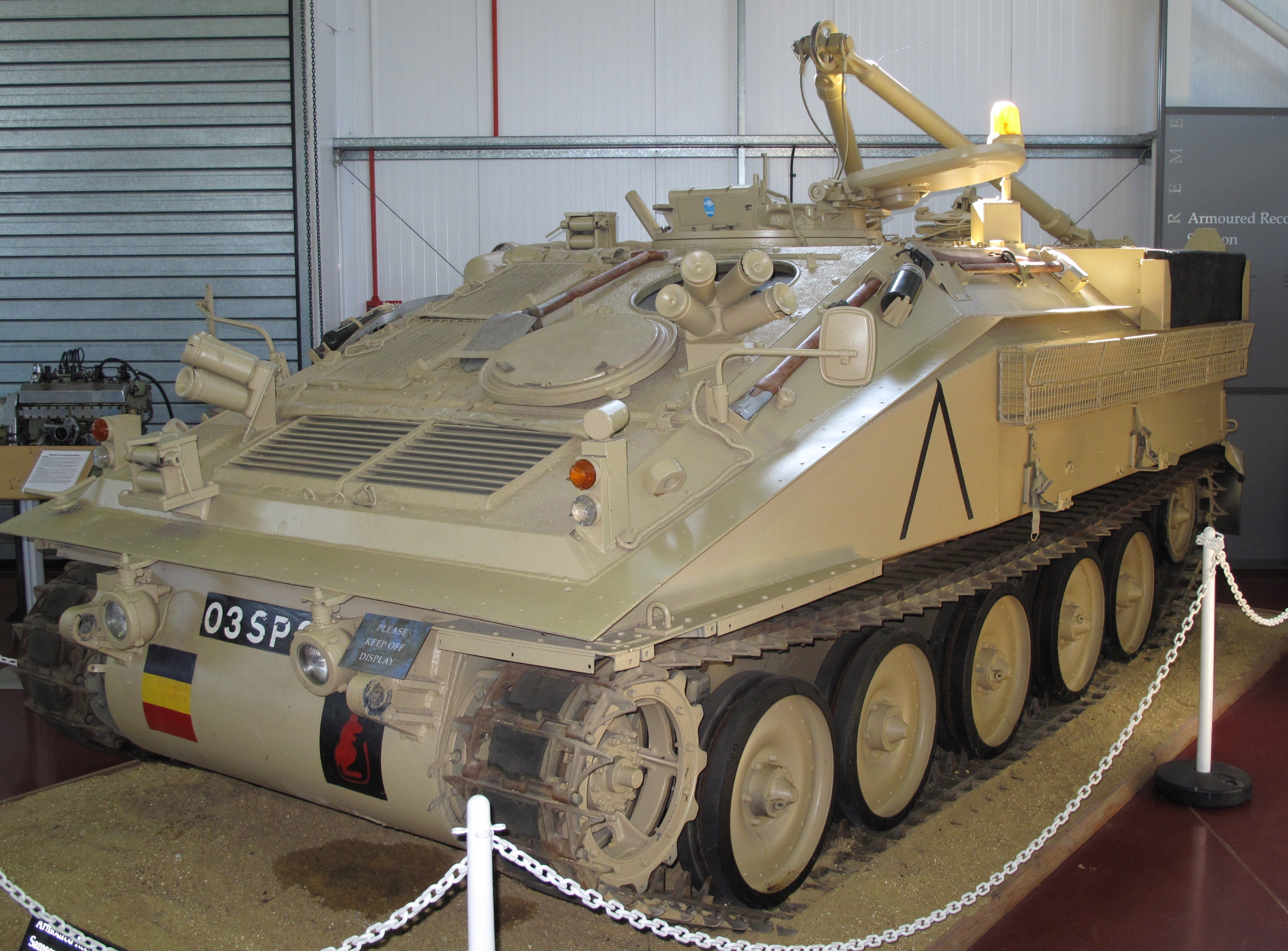
Alvis Samson
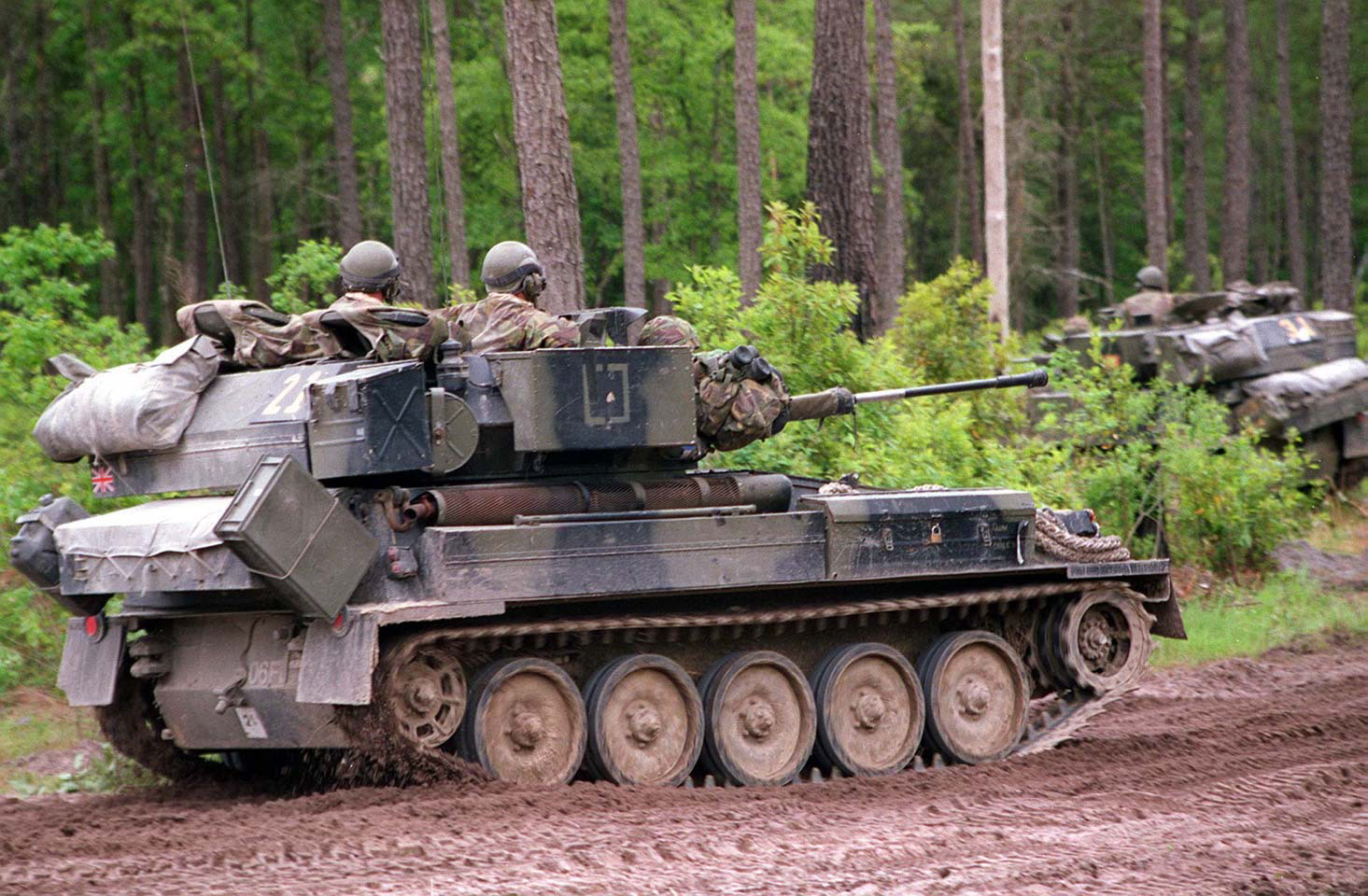
FV107 Scimitar

In 1997 kocht Alvis Hägglunds Vehicles, een Zweedse fabrikant van pantserwagens. De geschiedenis van AB Hägglund & Söner gaat terug tot 1899. De activiteiten werden in 1988 gesplitst waarbij de militaire activiteiten werden ondergebracht bij Hägglunds Vehicle AB. Alvis betaalde voor circa £ 75 miljoen in aandelen en geld voor Hägglunds Vehicle. Na de overname ging de combinatie verder onder de naam Alvis Hägglunds AB.
Het jaar erop volgde de overname van de pantserwagenactiviteiten van GKN plc. In deze transactie met een waarde van £ 78 miljoen was overeengekomen dat GKN een aandelenbelang van 29,9% in de nieuwe combinatie zou nemen. De combinatie had destijds een omzet van circa £ 160 miljoen op jaarbasis. De Alvisfabriek in Coventry werd gesloten om alle productie in de GKN fabriek te Telford te concentreren. In Telford werden al de Warrior- en Piranhavoertuigen van GKN geproduceerd.
In 2002 werd Vickers Defence overgenomen en de naam veranderde in Alvis Vickers. Alvis betaalde voor Vickers, de producent van de Britse Challenger 2 tank, £ 16 miljoen. Alvis Vickers kwam daarmee in de top 3 van Europese pantserwagenproducenten. Bij Vickers werkten zo’n 580 mensen verdeeld over twee vestigingen in Newcastle upon Tyne en Leeds. In het najaar van 2003 nam BAE Systems het 30% aandelenbelang van GKN in Alvis Vickers over voor £ 73 miljoen. Alvis Vickers had een orderportefeuille ter waarde van £ 1 miljard inclusief een recent en groot contract van £ 200 miljoen voor de bouw van 500 pantservoertuigen van het Britse ministerie van Defensie. Alvis was ook zeer betrokken bij de Future Rapid Effects System (FRES), waarvoor het een nieuw pantservoertuig voor het Britse leger ontwikkelde.
In september 2004 kwam het zelfstandige bestaan van het bedrijf ten einde. General Dynamics wilde Alvis overnemen en had in maart 2004 een bod uitgebracht op alle aandelen, maar BAE troefde het Amerikaanse defensieconcern af. BAE bood £ 355 miljoen voor Alvis Vickers. Alvis telde 2.800 werknemers op het moment van de overname. Na de overname ging Alvis Vickers op in de RO Defence Ordnance Division waarvan de naam werd gewijzigd in BAE Systems Land Systems.